# Erigeron linearis
Erigeron linearis là một loài thực vật có hoa trong họ Cúc. Loài này được (Hook.) Piper mô tả khoa học đầu tiên năm 1906.